# Sofía Martín
Sofía Martín   (Heidelberg, 6 de maig de 1996) és una cantant alemanya-valenciana que es va donar a conéixer per la seua participació en el Benidorm Fest 2023 amb la cançó Tuki. Encara que a Espanya el seu nom era relativament desconegut abans de la participació en el festival, l'artista feia anys que desenvolupava el seu projecte musical en castellà a Alemanya.

## Biografia
Va nàixer a la ciutat alemanya de Heidelberg, igual que sa mare. Als dos anys es va mudar a Salamanca, ciutat natal de son pare. Més tard es va traslladar a Torrevella i finalment, a Alacant, lloc on considera que es troben les seues arrels.

## Participació en el Benidorm Fest 2023
Sofía va participar en la segona edició del Benidorm Fest amb la cançó Tuki, però va ser eliminada en la primera semifinal en quedar en 9a en posició.
| Resultat primera semifinal del Benidorm Fest 2023 | Resultat primera semifinal del Benidorm Fest 2023 | Resultat primera semifinal del Benidorm Fest 2023 | Resultat primera semifinal del Benidorm Fest 2023 | Resultat primera semifinal del Benidorm Fest 2023 | Resultat primera semifinal del Benidorm Fest 2023 | Resultat primera semifinal del Benidorm Fest 2023 | Resultat primera semifinal del Benidorm Fest 2023 |
| Jurat professional (50 %)                         | Jurat professional (50 %)                         | Vot demoscòpic (25 %)                             | Vot demoscòpic (25 %)                             | Televot (25 %)                                    | Televot (25 %)                                    | Puntuació final                                   | Posició final                                     |
| Punts                                             | Posició                                           | Punts                                             | Posició                                           | Punts                                             | Posició                                           | Puntuació final                                   | Posició final                                     |
| ------------------------------------------------- | ------------------------------------------------- | ------------------------------------------------- | ------------------------------------------------- | ------------------------------------------------- | ------------------------------------------------- | ------------------------------------------------- | ------------------------------------------------- |
| 22                                                | 9a                                                | 13                                                | 9a                                                | 13                                                | 9a                                                | 48                                                | 9a                                                |